# 9
9（九）是8与10之间的自然数。

## 数学性质
- 第4個合數，同時是最小的奇数合數，正因數有1、3和9。前一個為8、下一個為10。
質因數分解為{\displaystyle 3^{2}}。
- 第8個虧數，真因數和為4，虧度為5。前一個為8、下一個為10。
- 第3個半質數。前一個為6、下一個為10。
- 第3個平方數，為3的平方。前一個為4、下一個為16。
- 第5個十进制的自我數。前一個為7、下一個為20。
- 第9個十进制的哈沙德數。前一個為8、下一個為10。
- 第4個十进制的奢侈數。前一個為8、下一個為12。
- 十進制中最大的單位數
- 第四個幸運數
- 在十进制裏，若且唯若一個数的各位数字之和是9的倍数，該数一定是9的倍数。例如： 2916=9×324 ， 2+9+1+6=18=9×2
- 其相反數-9為殭屍數，即位數和（首位含負號）的平方與自身的和大於零的負數。前一個為-15，後一個為-8（OEIS數列A328933）。

### 基本运算
| 乘法                            | 1 | 2  | 3  | 4  | 5  | 6  | 7  | 8  | 9  | 10 |  | 11 | 12  | 13  | 14  | 15  | 16  | 17  | 18  | 19  | 20  |  | 21  | 22  | 23  | 24  | 25  |  | 50  | 100 | 1000 |
| ------------------------------- | - | -- | -- | -- | -- | -- | -- | -- | -- | -- |  | -- | --- | --- | --- | --- | --- | --- | --- | --- | --- |  | --- | --- | --- | --- | --- |  | --- | --- | ---- |
| {\displaystyle {{9}\times {x}}} | 9 | 18 | 27 | 36 | 45 | 54 | 63 | 72 | 81 | 90 |  | 99 | 108 | 117 | 126 | 135 | 144 | 153 | 162 | 171 | 180 |  | 189 | 198 | 207 | 216 | 225 |  | 450 | 900 | 9000 |

| 乘方                      | 1 | 2   | 3     | 4      | 5       | 6        | 7        | 8         | 9         | 10         |  | 11          | 12           |
| ------------------------- | - | --- | ----- | ------ | ------- | -------- | -------- | --------- | --------- | ---------- |  | ----------- | ------------ |
| {\displaystyle {{9}^{x}}} | 9 | 81  | 729   | 6561   | 59049   | 531441   | 4782969  | 43046721  | 387420489 | 3486784401 |  | 31381059609 | 282429536481 |
| {\displaystyle {{x}^{9}}} | 1 | 512 | 19683 | 262144 | 1953125 | 10077696 | 40353607 | 134217728 | 387420489 | 1000000000 |  | 2357947691  | 5159780352   |

## 度量衡
- 日本气象厅公布的2011年日本东北地方太平洋近海地震标准震级為9.0级。

## 在自然科学中
- 氟的原子序数是9。[1]

## 在地理中
- 九州
- 九龍
- 九份
- 九如
- 九寨溝

## 在體育中
- 在棒球中，9是右外野手的代號。

## 文化習俗

### 中国大陆
九在中国被认为是一个至阳的虚數、极数，常表示最多、无数的意思，如：九天／九重霄／九重天（形容天空非常高）、九盘（形容弯曲的道路）、九幽（形容极遥远幽深的地方）、九五至尊等。
另外，九与汉字「久」同音，因此九被当成是代表长久的数字。中国南方一些地区结婚习俗，迎娶新娘时，新郎會包一封一般是9999元（或更多「9」）的红包给新娘的家人及亲朋好友，以表示长久之意。

### 日本
日语里“九”与“苦”同音。日本人忌于12月29日（明治维新前为农历年廿九）布置新年装饰。

### 台灣
台語「九」的讀音可分為文讀及白讀，且各自有各自的使用時機。不過，某些操台語者會刻意將文讀轉以白讀發音，藉此雙關同音「狗」字以作為辱罵字眼。

## 時間與曆法
- 現代國際通用的西曆，將1年分成12个月。12个月每月長度不一，但都有9日，分別為1月9日、2月9日、3月9日、4月9日、5月9日、6月9日、7月9日、8月9日、9月9日、10月9日、11月9日和12月9日。
- 此外，在公曆紀年方面，人類對公元前9年、公元9年，公元前9世纪及公元9世纪均有記載。

## 其他
- 英文字母I（小寫"i"）是拉丁字母的第9個字母。
- 九命怪貓
- 九尾狐
- 龍生九子
- 九柱神
- 九流
- 九宮格
- 九型人格
- 9號球
- 九重天
- 九泉
- 911事件
- 東方Project角色琪露諾被稱為「⑨」和「笨蛋」。
- 9-nine-

## 另見
- 名稱以開頭的所有条目
- 名稱以開頭的所有条目